# گروسموگل
گروسموگل (به آلمانی: Großmugl) یک منطقهٔ مسکونی در اتریش است که در ناحیه کورنویبورگ واقع شده‌است. گروسموگل ۱٬۵۱۹ نفر جمعیت دارد.